# Zussmanita
La zussmanita és un mineral de la classe dels silicats. Rep el seu nom de Jack Zussman (1924-), professor de mineralogia de la Universitat de Manchester (Anglaterra), un dels autors de la sèrie de llibres "Rock-Forming Minerals».

## Característiques
La zussmanita és un silicat de fórmula química K(Fe,Mg,Mn)13(Si,Al)18O42(OH)14. Va ser aprovada com a espècie vàlida per l'Associació Mineralògica Internacional l'any 1964. Cristal·litza en el sistema trigonal. És un minerals isostructural amb la coombsita, de la qual és l'anàleg amb ferro.
Segons la classificació de Nickel-Strunz, la zussmanita pertany a «09.EG - Fil·losilicats amb xarxes dobles amb 6-enllaços més grans» juntament amb els següents minerals: cymrita, naujakasita, manganonaujakasita, dmisteinbergita, kampfita, strätlingita, vertumnita, eggletonita, ganofil·lita, tamaïta, coombsita, franklinfil·lita, lennilenapeïta, parsettensita, estilpnomelana, latiumita, tuscanita, jagoïta, wickenburgita, hyttsjoïta, armbrusterita, britvinita i bannisterita.

## Formació i jaciments
És un fil·losilicat modulat, un mineral micaci verd fosc que es troba en gneiss d'estilpnomelana i quars. Va ser descoberta a la pedrera Laytonville a la localitat homònima del comtat de Mendocino, a Califòrnia, Estats Units. També ha estat descrita a la propera localitat de Longvale, així com a Xile, Austràlia i Noruega.